# قائمة الدوائر الانتخابية في الجزائر
هذه قائمة بالدوائر الإنتخابية الجزائرية:

## الدوائر الانتخابية داخل الجزائر
| الموقع  | الاسم                 | الأماكن            |
| ------- | --------------------- | ------------------ |
| الجزائر | الدائرة الانتخابية 1  | ولاية أدرار        |
| الجزائر | الدائرة الانتخابية 2  | ولاية الشلف        |
| الجزائر | الدائرة الانتخابية 3  | ولاية الأغواط      |
| الجزائر | الدائرة الانتخابية 4  | ولاية أم البواقي   |
| الجزائر | الدائرة الانتخابية 5  | ولاية باتنة        |
| الجزائر | الدائرة الانتخابية 6  | ولاية بجاية        |
| الجزائر | الدائرة الانتخابية 7  | ولاية بسكرة        |
| الجزائر | الدائرة الانتخابية 8  | ولاية بشار         |
| الجزائر | الدائرة الانتخابية 9  | ولاية البليدة      |
| الجزائر | الدائرة الانتخابية 10 | ولاية البويرة      |
| الجزائر | الدائرة الانتخابية 11 | ولاية تمنراست      |
| الجزائر | الدائرة الانتخابية 12 | ولاية تبسة         |
| الجزائر | الدائرة الانتخابية 13 | ولاية تلمسان       |
| الجزائر | الدائرة الانتخابية 14 | ولاية تيارت        |
| الجزائر | الدائرة الانتخابية 15 | ولاية تيزي وزو     |
| الجزائر | الدائرة الانتخابية 16 | ولاية الجزائر      |
| الجزائر | الدائرة الانتخابية 17 | ولاية الجلفة       |
| الجزائر | الدائرة الانتخابية 18 | ولاية جيجل         |
| الجزائر | الدائرة الانتخابية 19 | ولاية سطيف         |
| الجزائر | الدائرة الانتخابية 20 | ولاية سعيدة        |
| الجزائر | الدائرة الانتخابية 21 | ولاية سكيكدة       |
| الجزائر | الدائرة الانتخابية 22 | ولاية سيدي بلعباس  |
| الجزائر | الدائرة الانتخابية 23 | ولاية عنابة        |
| الجزائر | الدائرة الانتخابية 24 | ولاية قالمة        |
| الجزائر | الدائرة الانتخابية 25 | ولاية قسنطينة      |
| الجزائر | الدائرة الانتخابية 26 | ولاية المدية       |
| الجزائر | الدائرة الانتخابية 27 | ولاية مستغانم      |
| الجزائر | الدائرة الانتخابية 28 | ولاية المسيلة      |
| الجزائر | الدائرة الانتخابية 29 | ولاية معسكر        |
| الجزائر | الدائرة الانتخابية 30 | ولاية ورقلة        |
| الجزائر | الدائرة الانتخابية 31 | ولاية وهران        |
| الجزائر | الدائرة الانتخابية 32 | ولاية البيض        |
| الجزائر | الدائرة الانتخابية 33 | ولاية إليزي        |
| الجزائر | الدائرة الانتخابية 34 | ولاية برج بوعريريج |
| الجزائر | الدائرة الانتخابية 35 | ولاية بومرداس      |
| الجزائر | الدائرة الانتخابية 36 | ولاية الطارف       |
| الجزائر | الدائرة الانتخابية 37 | ولاية تندوف        |
| الجزائر | الدائرة الانتخابية 38 | ولاية تيسمسيلت     |
| الجزائر | الدائرة الانتخابية 39 | ولاية الوادي       |
| الجزائر | الدائرة الانتخابية 40 | ولاية خنشلة        |
| الجزائر | الدائرة الانتخابية 41 | ولاية سوق أهراس    |
| الجزائر | الدائرة الانتخابية 42 | ولاية تيبازة       |
| الجزائر | الدائرة الانتخابية 43 | ولاية ميلة         |
| الجزائر | الدائرة الانتخابية 44 | ولاية عين الدفلى   |
| الجزائر | الدائرة الانتخابية 45 | ولاية النعامة      |
| الجزائر | الدائرة الانتخابية 46 | ولاية عين تموشنت   |
| الجزائر | الدائرة الانتخابية 47 | ولاية غرداية       |
| الجزائر | الدائرة الانتخابية 48 | ولاية غليزان       |

## الدوائر الانتخابية للجزائريين في الخارج
| الموقع | الدوائر الانتخابية للجزائريين في الخارج                 | الأماكن              |
| ------ | ------------------------------------------------------- | -------------------- |
| العالم | الدائرة الانتخابية المنطقة الأولى شمال فرنسا            | فرنسا 1              |
| العالم | الدائرة الانتخابية المنطقة الثانية جنوب فرنسا           | فرنسا 2              |
| العالم | الدائرة الانتخابية المنطقة الثالثة تونس                 | تونس                 |
| العالم | الدائرة الانتخابية المنطقة الرابعة أمريكا و باقي العالم | أمريكا و باقي العالم |

## مقالات ذات صلة
- الانتخابات في الجزائر
- السلطة الوطنية المستقلة للانتخابات